# Nowe Ktery
Nowe Ktery – wieś w Polsce, położona w województwie łódzkim, w powiecie kutnowskim, w gminie Krzyżanów.
| SIMC    | Nazwa     | Rodzaj    |
| ------- | --------- | --------- |
| 0568226 | Zieleniew | część wsi |

W latach 1975–1998 wieś administracyjnie należała do województwa płockiego.